# Otto Schönthal
Otto Schönthal, född 10 augusti 1878 i Wien, död 31 december 1961 i Wien, var en österrikisk arkitekt.
Schönthal arbetade för Otto Wagner innan han startade egen verksamhet. I början av sin karriär arbetade han i Wienersecessionismens anda.  
Från 1909 samarbetade han med Emil Hoppe (1876-1957) och Marcel Kammerer (den senare t o m 1915). Han var Baurat i Wien 1923-25.

## Byggnadsverk (urval)

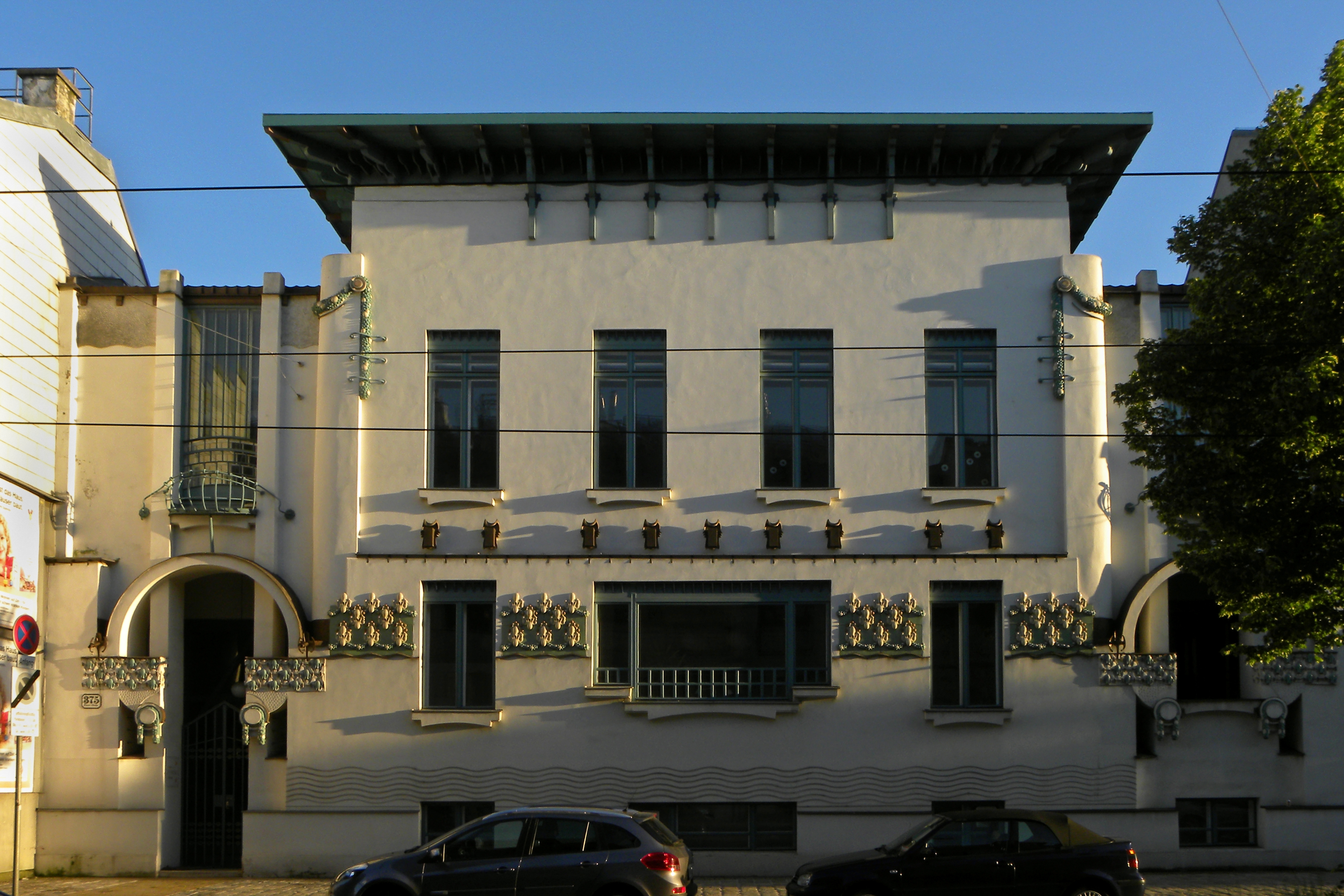
Haus Vojczik.

- Haus Vojczik i Wien-Hütteldorf (1902) tillbyggd av Boris Podrecca
- Kyrka på Zentralfriedhof i Wien (1901)
- Die Österreichische Kontrollbank Am Hof i Wien (1912-15) med Hoppe och Kammerer
- Zürcher Hof Laxenburger strasse i Wien (1928-31) med Hoppe
- Strindberg Hof Strindberggasse 2 / Rinnböckstraße i Wien (1930-33) med Hoppe